# Normkritisk pedagogik
Normkritisk pedagogik (kommer av normkritik) innebär att, i bl.a. skolan och förskolan, undvika och ifrågasätta språkliga och sociala normer som innebär att människor kategoriseras i normala och avvikande identiteter. Pedagogiken går ut på att bekämpa all slags diskriminering genom att undvika att förmedla stereotyper vad gäller könsidentitet, sexuell läggning, klass, etnicitet, religion eller annan trosuppfattning, funktionsnedsättning och ålder. Metoden innebär att man i sångtexter, sagor,  lekar och undervisning vänder på roller och kastar om hierarkier. Normkritisk pedagogik innebär att inte fokusera på dem som uppfattas som avvikare i ett sammanhang, utan att fokusera på de normer och maktstrukturer som gör att dessa personer uppfattas som just avvikare och de konsekvenser som kommer av denna obalans. Därigenom utgör normkritisk pedagogik en del av det som kallas kritisk värdepedagogik.[källa behövs]

## Toleranspedagogiken
Ofta när man arbetar för likabehandling och mot diskriminering är syftet att skapa förståelse, tolerans och empati för människor som blir utsatta för trakasserier, diskriminering och kränkningar. Det kan vara exempelvis hbtq+‐personer, religiösa personer i ett sekulariserat samhälle, icke-svarta personer i ett svart samhälle, icke-vita personer i ett vitt samhälle eller människor med funktionsnedsättningar. Det kallas för toleranspedagogik.

## Fokusområden för normkritisk pedagogik
- Synliggöra normer. Det viktigaste för en normkritisk pedagogik är att synliggöra de normer som styr våra föreställningar och värderingar. Normer påverkar vår syn på människor och bidrar ofta till diskriminering, kränkningar och särbehandling. Men så klart kan det vara bra med normer ibland, som visar vägen till en moralisk grund som vi alla behöver. Det skulle inte fungera med ett normlöst samhälle.[källa behövs]
- Ifrågasätta normer. Steget efter att ha synliggjort normer är att ifrågasätta dem på grund av deras konsekvenser.
- Synliggöra privilegier. Ofta är det lättare att vara medveten om när man är underordnad eller förtryckt på något sätt i samhället än att vara medveten om vilka privilegier man har. Det är lätt att se de strukturer som missunnar en. Men i samma stund som någon underordnas eller diskrimineras är det någon annan som vinner på det.
- Granska egen position. Det är viktigt att syna och granska sig själv; när man själv blir privilegierad och får fördelar eller när man själv blir underordnad eller diskriminerad.